# Viguen Tchitetchian
Viguen Tchitetchian, né le 26 juillet 1941 à Erevan et mort le 6 octobre 2021, est un homme politique et diplomate arménien. Il est notamment ambassadeur en France entre 1995 et 1997 puis de nouveau entre 2009 et 2018.

## Biographie
Viguen Tchitetchian est ministre d'État de la république d’Arménie de 1990 à 1993 et vice-Premier ministre de 1993 à 1995, date à laquelle il est nommé ambassadeur en France et occupe le poste jusqu’en 1997, quand il est nommé aux mêmes fonctions en Belgique, aux Pays-Bas et au Luxembourg, devenant aussi le chef des missions permanentes de son pays auprès de l'Union européenne et de l'OTAN. À la suite de la nomination de son successeur en France, Édouard Nalbandian, en tant que ministre des Affaires étrangères, il revient à Paris pour diriger à nouveau la représentation diplomatique de la république d'Arménie auprès de la République française. Il est également accrédité auprès de l'Andorre et de Monaco à partir de 2011 et auprès du Saint-Siège de 2012 à 2013. Il quitte son poste en 2018 et meurt trois ans plus tard.

## Décorations
- 2011 : Chevalier de l'ordre national du Mérite (France)
- 2009 : Grand-croix de l'ordre de la Couronne (Belgique)
- 2001 : Ordre de Mkhitar Goch (Arménie)